# Johannes Müller (Maler, 1935)
Johannes Müller (* 13. April 1935 in Endschütz; † 14. Juni 2012 in Kossow) war ein deutscher Maler.

## Leben
Von 1953 bis 1958 studierte Müller an der Hochschule für Bildende Künste Dresden Malerei bei Rudolf Bergander und Erich Fraaß. Studienreisen nach Bulgarien folgten. Ab 1958  lebte Johannes Müller in Rostock.
Ab 1960 begannen Studienreisen nach China, Vietnam, Österreich und in die Sowjetunion.
Unter anderem hatte er die Leitung der Bezirksförderklasse für Malerei sowie die Leitung des Malzirkels der Universität Rostock inne. Seit 1990 wohnte und arbeitete er in Kossow, einem Ortsteil von Wardow, südlich von Rostock.
Müller unternahm weitere Studienreisen nach Florenz, Ravenna, Ferrara, Rom, Athen, Katalonien, Paris, London, Wien, Kopenhagen und Straßburg. Müller war bis 1989 Mitglied im Verband Bildender Künstler der DDR und u. a. auf den Deutschen Kunstausstellungen bzw. Kunstausstellung der DDR in Dresden 1967/1968, 1977/1978 und 1982/1983 vertreten.

## Ehrungen
1995 Kulturpreis der Stadt Rostock.

## Ausstellungen (Auswahl)
- 1979  Kunsthalle Rostock
- 1986  Galerie Nord, Dresden
- 1987  Dünkirchen, Frankreich
- 1990  Potsdam, Galerie am Staudenhof
- 1992  Schwerin, Staatliches Museum
- 1994  Kulturscheune Barnstorf, Wustrow
- 1998  Galerie Art Fuhrmann, Rostock
- 2003  Bremen, Rathaushalle
- 2006  Berlin, Galerie „Raum 5“
- 2011  Kunsthalle Rostock, Ausstellung Elemente